# Hul
Pour les articles homonymes, voir Hul (homonymie).
Hul est une commune du district de Nové Zámky, dans la région de Nitra, en Slovaquie.

## Histoire
La première mention écrite du village date de 1138.

## Démographie

### Évolution de la population
| Année:               | 1994. | 2004.   | 2014.   | 2024.   |
| -------------------- | ----- | ------- | ------- | ------- |
| Nombre de personnes: | 1237  | 1231    | 1205    | 1212    |
| Différence:          |       | -0,48 % | -2,11 % | +0,58 % |

| Année:               | 2023. | 2024.   |
| -------------------- | ----- | ------- |
| Nombre de personnes: | 1210  | 1212    |
| Différence:          |       | +0,16 % |